# 康店镇
康店镇，是中华人民共和国河南省郑州市巩义市下辖的一个乡镇级行政单位。

## 行政区划
康店镇下辖以下地区：
黑南村、黑北村、叶岭村、康南村、康北村、焦湾村、庄头村、礼泉村、裴峪村、扎峪村、杨岭村、张岭村、山头村、于沟村、马峪沟村、井沟村、北油店村、赵沟村、董柏坡村、曹柏坡村、徐柏坡村和俩沟村。